# Liste der Länderspiele der omanischen Futsalnationalmannschaft
Die nachfolgende Liste enthält alle Länderspiele der omanischen Futsalnationalmannschaft der Männer, die der Fußballverband von Oman, die Oman Football Association (OFA), im Jahr 1991 gegründet hat. Futsal ist die einzige von der FIFA anerkannte Variante des Hallenfußballs. Bisher wurden 13 Länderspiele ausgetragen.

## Länderspielübersicht
Legende
- Erg. = Ergebnis
- n. V. = nach Verlängerung
- i. S. = im Sechsmeterschießen
- abg. = Spielabbruch
- H = Heimspiel
- A = Auswärtsspiel
- * = Spiel auf neutralem Platz
- Hintergrundfarbe grün = Sieg
- Hintergrundfarbe gelb = Unentschieden
- Hintergrundfarbe rot = Niederlage

| Nr.                    | Datum      | Erg. | Gegner                       |   | Austragungsort                                    | Anlass                                | Bemerkungen |
| ---------------------- | ---------- | ---- | ---------------------------- | - | ------------------------------------------------- | ------------------------------------- | --- |
| 1                      | 01.05.1992 | 12:3 | Kuwait                       | * | Teheran (IRN)                                     | Weltmeisterschaft 1992- Qualifikation | Erstes Spiel auf neutralem Platz Erster Sieg Erster Sieg auf neutralem Platz Höchster Sieg Höchster Sieg auf neutralem Platz Erstes Länderspiel gegen Kuwait |
| 2                      | 03.05.1992 | 2:6  | Iran                         | A | Teheran (IRN)                                     | Weltmeisterschaft 1992- Qualifikation | Erstes Auswärtsspiel Erste Niederlage Erste Auswärtsniederlage Höchste Niederlage Höchste Auswärtsniederlage Erstes Länderspiel gegen den Iran               |
| 3                      | 27.02.2015 | 5:3  | Vereinigte Arabische Emirate | A | Dubai (UAE)                                       | Freundschaftsspiel                    | Erster Auswärtssieg Höchster Auswärtssieg Erstes Länderspiel gegen die Vereinigten Arabischen Emirate                                                        |
| 4                      | 06.03.2015 | 5:4  | Bahrain                      | A | Madinat Isa (BHR), Sheikh Khalifa Sports City Gym | Freundschaftsspiel                    | Erstes Länderspiel gegen Bahrain |
| 5                      | 10.03.2015 | 4:6  | Kuwait                       | * | Madinat Isa (BHR), Sheikh Khalifa Sports City Gym | GCC Nations Futsal Tournament 2015    | Erste Niederlage auf neutralem Platz Höchste Niederlage auf neutralem Platz                                                                                  |
| 6                      | 11.03.2015 | 3:4  | Katar                        | * | Madinat Isa (BHR), Sheikh Khalifa Sports City Gym | GCC Nations Futsal Tournament 2015    | Erstes Länderspiel gegen Katar |
| 7                      | 12.03.2015 | 0:2  | Vereinigte Arabische Emirate | * | Madinat Isa (BHR), Sheikh Khalifa Sports City Gym | GCC Nations Futsal Tournament 2015    | |
| 8                      | 14.03.2015 | 5:3  | Saudi-Arabien                | * | Madinat Isa (BHR), Sheikh Khalifa Sports City Gym | GCC Nations Futsal Tournament 2015    | Erstes Länderspiel gegen Saudi-Arabien |
| 9                      | 15.03.2015 | 3:1  | Bahrain                      | A | Madinat Isa (BHR), Sheikh Khalifa Sports City Gym | GCC Nations Futsal Tournament 2015    | |
| 10                     | 17.03.2015 | 0:5  | Kuwait                       | * | Madinat Isa (BHR), Sheikh Khalifa Sports City Gym | GCC Nations Futsal Tournament 2015    | |
| 11                     | 18.03.2015 | 2:3  | Vereinigte Arabische Emirate | * | Madinat Isa (BHR), Sheikh Khalifa Sports City Gym | GCC Nations Futsal Tournament 2015    | |
| 12                     | 07.09.2017 | 1:3  | Vereinigte Arabische Emirate | A | Schardscha (UAE)                                  | Freundschaftsspiel                    | |
| 13                     | 08.09.2017 | 1:4  | Vereinigte Arabische Emirate | A | Schardscha (UAE)                                  | Freundschaftsspiel                    | |
| Stand: 27. August 2018 |            |      |                              |   |                                                   |                                       | |

## Statistik
In der Statistik werden nur die offiziellen Länderspiele berücksichtigt.
Legende
- Sp. = Spiele
- Sg. = Siege
- Uts. = Unentschieden
- Ndl. = Niederlagen
- Hintergrundfarbe grün = positive Bilanz
- Hintergrundfarbe gelb = ausgeglichene Bilanz
- Hintergrundfarbe rot = negative Bilanz

### Gegner
| Land                         | Kontinentalverband | Sp. | Sg. | Uts. | Ndl. | Torverhältnis |
| ---------------------------- | ------------------ | --- | --- | ---- | ---- | ------------- |
| Bahrain                      | AFC                | 2   | 2   | 0    | 0    | 8:5           |
| Iran                         | AFC                | 1   | 0   | 0    | 1    | 2:6           |
| Katar                        | AFC                | 1   | 0   | 0    | 1    | 3:4           |
| Kuwait                       | AFC                | 3   | 1   | 0    | 2    | 16:14         |
| Saudi-Arabien                | AFC                | 1   | 1   | 0    | 0    | 5:3           |
| Vereinigte Arabische Emirate | AFC                | 5   | 1   | 0    | 4    | 09:15         |
| Gesamt                       | Gesamt             | 13  | 5   | 0    | 8    | 43:47         |

### Kontinentalverbände
| Kontinentalverband                 | Sp. | Sg. | Uts. | Ndl. | Torverhältnis |
| ---------------------------------- | --- | --- | ---- | ---- | ------------- |
| AFC (Asien)                        | 13  | 5   | 0    | 8    | 43:47         |
| CAF (Afrika)                       | 0   | 0   | 0    | 0    | 0:0           |
| CONCACAF (Nord- und Mittelamerika) | 0   | 0   | 0    | 0    | 0:0           |
| CONMEBOL (Südamerika)              | 0   | 0   | 0    | 0    | 0:0           |
| OFC (Ozeanien)                     | 0   | 0   | 0    | 0    | 0:0           |
| UEFA (Europa)                      | 0   | 0   | 0    | 0    | 0:0           |
| Gesamt                             | 13  | 5   | 0    | 8    | 43:47         |

### Anlässe
| Anlass                                 | Sp. | Sg. | Uts. | Ndl. | Torverhältnis |
| -------------------------------------- | --- | --- | ---- | ---- | ------------- |
| Weltmeisterschaft-Qualifikationsspiele | 2   | 1   | 0    | 1    | 14:90         |
| GCC Nations Futsal Tournament-Spiele   | 7   | 2   | 0    | 5    | 17:24         |
| Freundschaftsspiele                    | 4   | 2   | 0    | 2    | 12:14         |
| Gesamt                                 | 13  | 5   | 0    | 8    | 43:47         |

### Spielarten
| Spielart                       | Sp. | Sg. | Uts. | Ndl. | Torverhältnis |
| ------------------------------ | --- | --- | ---- | ---- | ------------- |
| Heimspiele (H)                 | 0   | 0   | 0    | 0    | 0:0           |
| Spiele auf neutralem Platz (*) | 7   | 2   | 0    | 5    | 26:26         |
| Auswärtsspiele (A)             | 6   | 3   | 0    | 3    | 17:21         |
| Gesamt                         | 13  | 5   | 0    | 8    | 43:47         |

### Austragungsorte
| Austragungsort | Land                         | Sp. | Sg. | Uts. | Ndl. | Torverhältnis |
| -------------- | ---------------------------- | --- | --- | ---- | ---- | ------------- |
| Dubai          | Vereinigte Arabische Emirate | 1   | 1   | 0    | 0    | 5:3           |
| Madinat Isa    | Bahrain                      | 8   | 3   | 0    | 5    | 22:28         |
| Schardscha     | Vereinigte Arabische Emirate | 2   | 0   | 0    | 2    | 2:7           |
| Teheran        | Iran                         | 2   | 1   | 0    | 1    | 14:90         |
| Gesamt         | Gesamt                       | 13  | 5   | 0    | 8    | 43:47         |

### Spielergebnisse
|      | Gegentore | Gegentore | Gegentore | Gegentore | Gegentore | Gegentore | Gegentore |
| Tore | 0         | 1         | 2         | 3         | 4         | 5         | 6         |
| ---- | --------- | --------- | --------- | --------- | --------- | --------- | --------- |
| 0    | -         | -         | 1         | -         | -         | 1         | -         |
| 1    | -         | -         | -         | 1         | 1         | -         | -         |
| 2    | -         | -         | -         | 1         | -         | -         | 1         |
| 3    | -         | 1         | -         | -         | 1         | -         | -         |
| 4    | -         | -         | -         | -         | -         | -         | 1         |
| 5    | -         | -         | -         | 2         | 1         | -         | -         |
| 6    | -         | -         | -         | -         | -         | -         | -         |
| 7    | -         | -         | -         | -         | -         | -         | -         |
| 8    | -         | -         | -         | -         | -         | -         | -         |
| 9    | -         | -         | -         | -         | -         | -         | -         |
| 10   | -         | -         | -         | -         | -         | -         | -         |
| 11   | -         | -         | -         | -         | -         | -         | -         |
| 12   | -         | -         | -         | 1         | -         | -         | -         |